# 中延
中延（日语：／ Nakanobu */?）是東京都品川區的地名。現行行政地名為中延一丁目至中延六丁目。2013年8月1日為止的人口有15,061人。

## 地理
位於品川區西南部。町域北部至26號線通（東京都道420號鮫洲大山線），鄰品川區平塚。東部的一丁目、二丁目、三丁目接品川區東中延。四丁目、六丁目鄰品川區豐町、品川區二葉、品川區西大井，以第二京濱為界。南接大田區北馬込。西鄰品川區西中延、旗之台。町內重要道路有荏原文化中心通、昭和通、辯天通、大原通等。此外還有東急池上線與東急大井町線通過。
第二京濱沿線商業大樓與公寓等高層建築林立，車站周邊為商店街（中延Skip Road、荏原町商店街等），其他地區為住宅區。

## 歷史
享保15年（1730年）的『本化別頭佛祖統紀』中記載，13世紀的荏原郡領主荏原義宗居住在中延鄉。弘治2年（1556年），北條氏康家人大道寺直政、清水永英在此拓墾。永祿2年（1559年）的『小田原眾所領役帳』中，此地名為「中之部」。
江戶時代為荏原郡中延村。最初全域為天領，由伊奈氏支配。之後將村內55石贈與松風十左衛門，1664年（寛文4年）因其養子五郎右衛門的傷人事件而改為寺領地。天領在寛政4年（1792年）改由大貫光豐支配。19世紀前半期分出下中延村。
1889年（明治22年）町村制施行，為平塚村大字。1932年（昭和7年）為荏原區中延町。1941年（昭和16年）分為中延、東中延、西中延。1965年（昭和40年）實施住居表示，中延與東中延一部分合併為中延一～六丁目。

### 地名由來
有說是因位於荏原郡中部而得名，正確性未知。江戶時代前讀為「なかのべ」，當時也曾書寫為「中之部」、「中信」。

## 交通
町域內有東急大井町線荏原町站與大井町線、都營淺草線中延站。西部可利用荏原町站，東部可利用中延站（東部邊界的都營淺草線中延站位於東中延）。此外，東北方的東中延邊界附近有東急池上線荏原中延站。另外還可利用第二京濱上的巴士路線。

## 設施
- 品川區立中延小學校
- 品川區立源氏前小學校
- 品川區立荏原文化中心
- 荏原稅務署
- 品川區立立會川公園

## 備註
1. ↑  .   [2013年8月7日]. （原始内容存档于2014年2月23日）.
2. ↑  地點為文永年間開山的法蓮寺，現在的地名為旗之台。
3. ↑   (PDF).   [2013-08-08]. （原始内容存档 (PDF)于2013-06-25）.

## 外部連結
- 中延商店街（中延Skip Road）（页面存档备份，存于）
- 荏原町商店街（页面存档备份，存于）
- 中延一丁目町會（页面存档备份，存于）